# Parupuk Julu
Parupuk Julu is een bestuurslaag in het regentschap Padang Lawas Utara van de provincie Noord-Sumatra, Indonesië. Parupuk Julu telt 375 inwoners (volkstelling 2010).